# Amsteldijk 75-78
Amsteldijk 75-78 is een samengesteld gebouw onder architectuur gebouwd aan de Amsteldijk in Amsterdam.

## Omgeving
Het gebouw werd neergezet in de toen grotendeels agrarisch ingerichte gemeente Nieuwer-Amstel, die hier grensde aan de oprukkende bebouwing van de gemeente Amsterdam. Nieuwer-Amstel had een aantal kernen met dorpsbebouwing en fabriekjes, ter plekke aan de Amsteldijk was er eind 19e eeuw ook sprake van stadsbebouwing in Nieuwer-Amstel, uitmondend in de bouw van het Raadhuis van Nieuwer-Amstel in de jaren 1889-1892.

## Basisgebouw

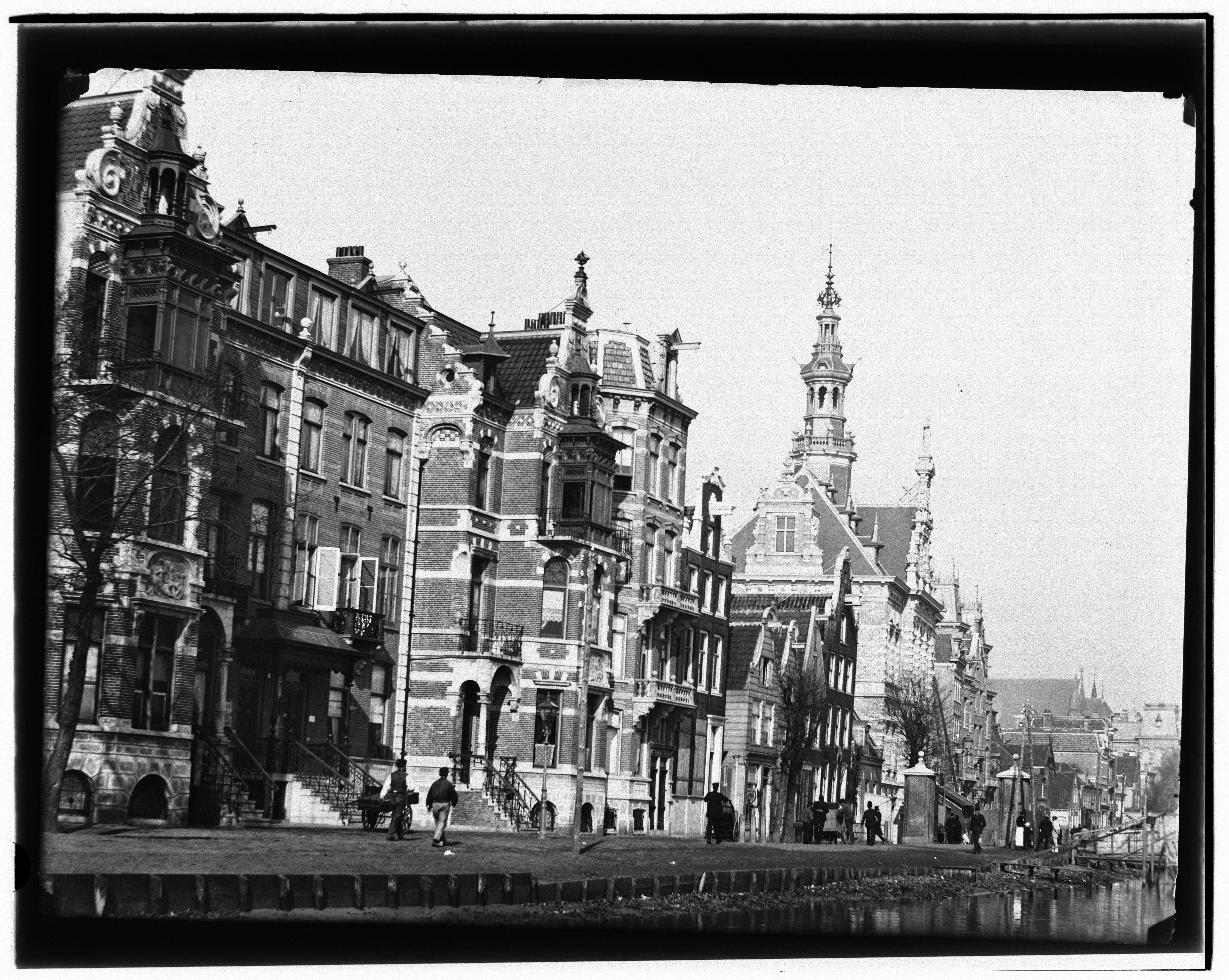
Situatie 1891 vastgelegd door Jacob Olie

Rond 1875 kwam aan die Amsteldijk ten zuiden van het Tolhek, nog terug te vinden in de benaming van de Tolstraat een blokje woningen tot stand, dat volgens een impressietekening nog vrijstaand was. Het weggedeelte van de Amsteldijk was daarbij vrij breed en het terrein was omheind. De architect Jan Leliman ontwierp een symmetrisch landhuis van souterrain, twee bouwlagen en een zolderetage met dakkapellen in een mansardedak. Het kende enige versieringen in de vorm van bepleisterde pilasters, snijramen en Franse balkons. Aan de hand van een impressie uit 1874 waren er geen plannen die gebouwen uit te breiden; de zuidelijke zijgevel was op een enkel raampje na een geheel blinde bakstenen muur. Ze werden in Bouwkundige bijdragen (1880) vermeld als “Twee burgerwoonhuizen aan de Utrechtsche Zijde” (destijds de aanduiding voor de huidige Amsteldijk) gebouwd voor grondeigenaar J.C. Stelling. Hij wilde op het terrein een fabriekje vestigen op de plek van een wattenfabriek die in vlammen was opgegaan. Hij kon daarbij gebruik maken van een grote loods dieper op het terrein. Er kwamen plannen op tafel voor een serie burgerwoningen, waarbij een middendoorgang naar het achtergelegen gebouw kon leiden. Uiteindelijk werd vanwege oplopende kosten gekozen voor twee burgerwoningen, waarvan Stelling er één betrok en de andere verhuurde aan familie. Voordat de werkzaamheden konden beginnen moest een grote regenwaterbak van 71 m3 gesloopt worden. De fundering kon wel gedeeltelijk gebruikt worden voor kespen voor het nieuwe gebouw. Toch moesten nog 120 heipalen de grond in voor de dragende constructie en 36 heipalen voor het overige. In het gebouw had een eerste steenlegging plaats door het driejarig dochtertje; het was toen februari 1875. De bouw wilde aanvankelijk niet vlotten; harde vorst had grondmuren stuk gemaakt. Ook werd de bouw opgehouden doordat de bouwvakkers het terrein te ver vonden liggen (7 minuten van de Stadhouderskade). Door die tegenslagen kon de oorspronkelijke oplevering van oktober 1875 niet gehaald worden; het werd 1 februari 1876. Het gebouw werd grotendeels opgetrokken met waalklinkers.

## Vleugels

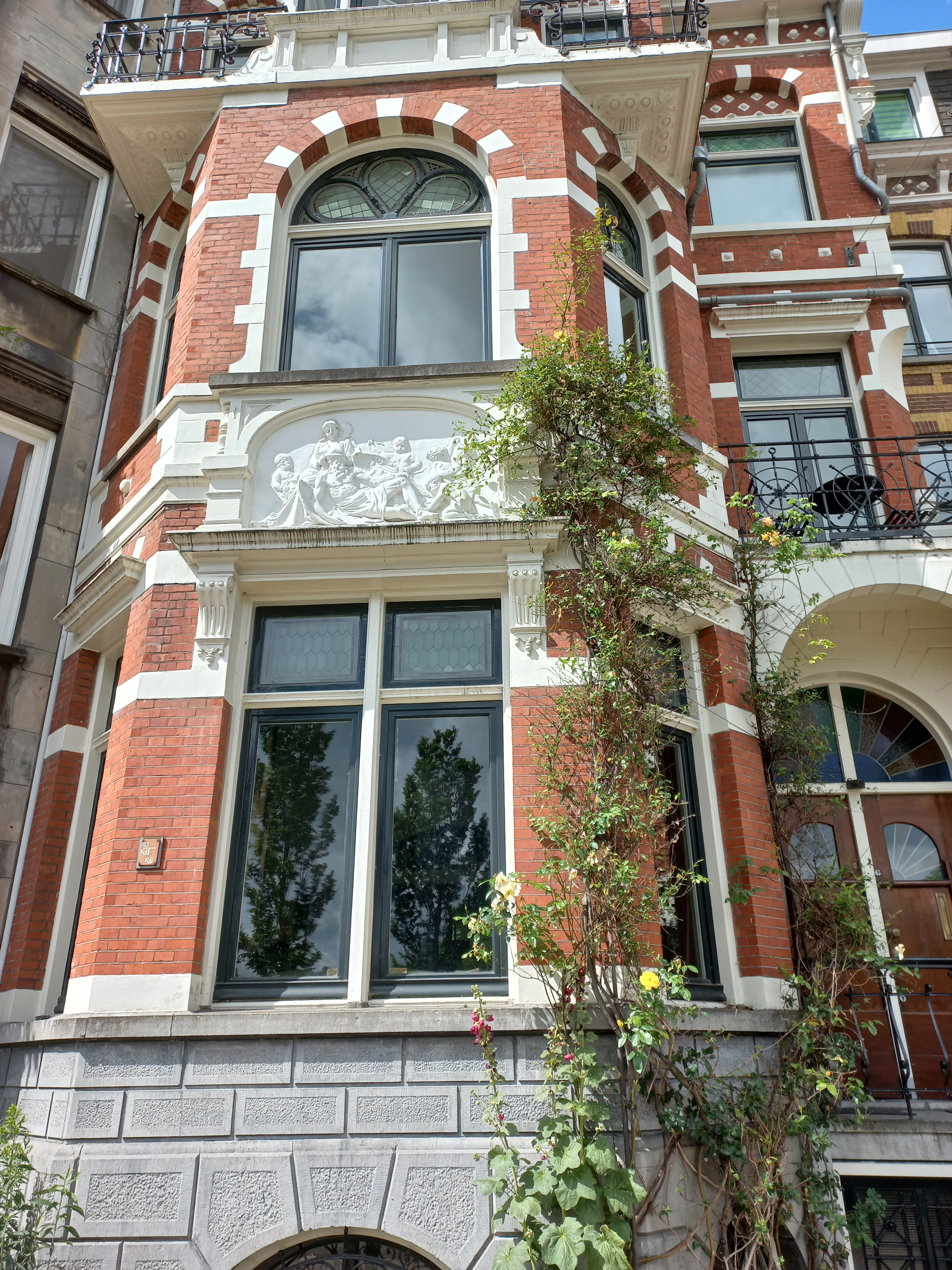
Detail nr. 78 met reliëf (juli 2023)

Al in 1887 vond er dan toch een uitbreiding van het gebouw plaats. Aan beide zijden werden sierlijke vleugels neergezet onder ontwerp van Eduard Cuypers, die het basisgebouw voorts voorzag van een extra verdieping en een nieuwe zolderetage onder een plat dak. Daar waar het basisgebouw een sober uiterlijk had, kregen de beide vleugelgebouwen een uitbundig karakter. De bijgebouwen hebben rondboogportieken en een uitbundige afwisseling tussen rood baksteen en wit natuursteen. Bovendien hebben de derde verdiepingen beide een erker die toegang geeft tot balkons. Een foto van Jacob Olie laat zien dat die erkers toen niet wit waren maar donker. De vleugels worden in de hoogte afgesloten met sierlijke geveldelen met ook weer rondboogconstructies. De aansluiting tussen basisgebouw en vleugels werd opgelost door een soort trapgevels. De vleugels vormen de overgang van de definitieve rooilijn hier en die van Nieuwer-Amstel.
De vleugels kregen ook elk een versierd tableau van pleisterwerk in reliëf mee. Op nummer 75 is te zien Huiselijke rust, op 78 Tijdloos leven. De reliëfs worden toegeschreven aan het Atelier Van den Bossche en Crevels ondersteund door het verhaal dat zij samen met Eduard Cuypers in de jaren negentig van de 19e eeuw hun atelier en woonhuizen lieten bouwen op Amsteldijk 79-80 en Lutmastraat 271 (om de hoek bij 75-78).
In 1896 slokte de gemeente Amsterdam dit deel van Nieuwer-Amstel inclusief raadshuis op; de woningen liggen dan in Amsterdam-Zuid. De gebouwen kenden in Hendrik Petrus Berlage een derde architect, niet als ontwerper, maar als bewoner tussen 1908 en 1914. De stijl van het gebouw wordt ingeschat als eclecticisme met in de “nieuwbouw” veel tekenen van neorenaissance.